# كاسيو فريتاس
كاسيو فريتاس (بالبرتغالية: Cássio Freitas‏) هو دراج برازيلي، ولد في 31 أغسطس 1965 في بيلو هوريزونتي في البرازيل.

## وصلات خارجية
- كاسيو فريتاس على موقع أرشيف الدراجات (الإنجليزية)
- كاسيو فريتاس على موقع إحصائيات الدراجات الإحترافية (الإنجليزية)
- كاسيو فريتاس على موقع CycleBase (الإنجليزية)
- كاسيو فريتاس على موقع أوليمبيديا (الإنجليزية)